# Mako (entreprise)
Mako est une marque de jouets créée par Roland Schwartz pendant les années 1970, orientée notamment vers des jeux créatifs.

## Historique
La société a été fondée en 1963 par Roland Schwartz. Certains jouets Mako ont connu un très grand succès en France, tels Mako Moulages ou les Hippo-Gloutons. 
Mako est racheté par la maison d'édition Nathan, puis par Ravensburger qui reprend les jeux Nathan en 1998. Faute d'investissement, les jouets Mako disparaissent progressivement des rayons.

## Description
L'emblème et le nom de la marque étaient inspirés par le maki, petit animal de la famille des lémuriens.
La société Mako/Komano avait un site de production à Montbrison dans le département de la Loire en lieu et place de la défunte société Gégé (poupées, jouets)[réf. nécessaire].

## Mako Moulages
Mako Moulages consiste en une boîte contenant des moules en latex rouge représentant des personnages le plus souvent issus de dessins animés ou représentant des animaux, un sachet de plâtre, de la peinture et des pinceaux. En coulant le plâtre dans le moule préalablement retourné, les enfants fabriquent de petites figurines en plâtre brut, à peindre avec le matériel fourni.
En 2013, une entrepreneuse rachète les droits de la marque et crée une société, Mako créations, qui reprend la production du jeu avec des fournisseurs français.
Les célèbres moules en latex rouge sont alors fabriqués par la société Ligertex en Haute-Loire.